# Madhuca alpina
Madhuca alpina là một loài thực vật có hoa trong họ Hồng xiêm. Loài này được (A.Chev. ex Lecomte) A.Chev. mô tả khoa học đầu tiên năm 1943.